# Edward Lewis Wallant
Edward Lewis Wallant (19 octobre 1926- 5 décembre 1962) est un écrivain juif américain mort d'une rupture d'anévrisme à l'âge de 36 ans. Il est connu en France pour son roman The Pawnbroker (1961) qui a fait l'objet d'une adaptation cinématographique en 1964 et a été publié en français sous le titre Le Préteur sur gages aux éditions Jean-Claude Lattès en 1983.  Un moment oubliée, son œuvre est actuellement redécouverte aux États-Unis.

## Une courte vie d'écrivain
Edward Lewis Wallant commence à écrire à l'âge de 13 ans. Après avoir combattu pendant la Seconde Guerre mondiale, il étudie dans une école d'art à New York. Il devient directeur de publicité à New York. Il se consacre à la littérature à partir de 30 ans. Deux de ses romans ont été publiés avant sa mort: The Human Season et Le prêteur sur gages, deux autres sont des œuvres posthumes : The Tenants of Moonbloom et The Children at the Gate.  Il est aussi l'auteur de quelques nouvelles. Le Prêteur sur gages est un roman grinçant qui met en scène un survivant de la Shoah, Sol Nazerman dont la femme et les enfants ont péri assassinés dans un camp de concentration. Il est devenu prêteur sur gages à Harlem. Il ne ressent plus aucune émotion et est indifférent à la misère et à la détresse qu'il exploite sans états d'âme. C'est une des premières explorations littéraires traitant des conséquences de la shoah sur un juif américain qui a survécu à l'anéantissement voulu par les nazis. Edward Lewis Wallant fait un parallèle entre la situation des Juifs et celle des noirs américains victimes de l'esclavage et de la ségrégation. Ce parallèle a provoqué une vive controverse au moment de la sortie du roman, qui obtient cependant un grand succès public et critique. 
Ses romans sont réputés pour leur style fluide et élégant. Edward Lewis Wallant est souvent comparé à Saul Bellow et à Philip Roth, deux autres grands écrivains juifs américains. Lui-même revendique Dostoïevsky comme maître. Wallant dresse un inventaire accablant des faiblesses et de la dépravation humaines; mais de ce constat surgit une volonté de vie d'autant plus importante qu'elle sort du désastre comme un phénix renaît de ses cendres.
En 1964, le prix Edward Lewis Wallant, le Edward Lewis Wallant Book Award a été créé en mémoire de Wallant. Il a comme objectif de récompenser un écrivain juif américain dont le travail de création a une portée réelle pour les Juifs américains.

## Œuvres
- The Human Season (1960)
- The Pawnbroker (1961) publié en français sous le titre Le Prêteur sur gages, Jean-Claude Lattès, 1983
- The Tenants of Moonbloom (1963) publié en français sous le titre Moonbloom, Sous-Sol, 2017
- The Children at the Gate (1964)

## Adaptation cinématographique
- Le Prêteur sur gages, Sidney Lumet, 1964.